# Montierchaume
Montierchaume település Franciaországban, Indre megyében. Lakosainak száma 1637 fő (2022. január 1.). Montierchaume La Champenoise, Coings, Déols, Diors és Neuvy-Pailloux községekkel határos.

## Népesség
A település népességének változása:
| Lakosok száma | 702  | 1325 | 1752 | 1657 | 1630 | 1607 | 1643 | 1673 | 1665 | 1637 |
|               | 1968 | 1982 | 1990 | 2006 | 2013 | 2015 | 2017 | 2019 | 2020 | 2022 |